# Kevin Korchinski
Kevin Korchinski (Saskatoon, Saskatchewan, 21 de junio de 2004) es un jugador profesional canadiense de hockey sobre hielo que se desempeña en la posición de defensor izquierdo en Chicago Blackhawks, equipo de la National Hockey League (NHL).

## Carrera
Fue seleccionado en la primera ronda en la NHL Entry Draft de 2022. En 2023 hizo su debut profesional con el equipo Chicago Blackhawks, donde lleva jugando una temporada.